# Спарта (футбольный клуб, Щёлково)
«Спарта» — российский футбольный клуб из города Щёлково (Московская область), существовавший в 2012—2013 годах.

## История
Футбольный клуб «Спарта» появился в июле 2012. Создавался как футбольный проект на канале «Россия-2» «30 спартанцев». По задумке проекта, «Спарта» должна была за несколько лет превратиться из команды III дивизиона в гранда российского футбола и выйти в групповой этап Лиги Чемпионов УЕФА. Главный тренер — восьмикратный чемпион России Андрей Тихонов.
Дебют «Спарты» в официальном матче состоялся 30 июля 2012 года. В рамках 1/16 финала Кубка России среди команд третьего дивизиона щелковчане победили в Запрудне команду «Антей» (Талдомский район) со счетом 2:1. Первый гол в истории клуба забил полузащитник Гор Оганесян. За клуб выступали известные футболисты — Дмитрий Хлестов и Андрей Коновалов.
В первенстве группы А зоны «Московская область» сезона 2012/13 годов, игры которого в связи с возвратом первенств ЛФК на систему «весна-осень» прошли с августа по ноябрь 2012 года, команда заняла 2-е место.
12 апреля 2013 года было объявлено о решении клуба переехать в Сочи. Заявлялось, что клуб будет называться «Спарта-Жемчужина-Сочи», также говорилось о том, что в Щёлкове планируется сохранить фарм-клуб «Спарты».
29 мая 2013 года главный тренер команды Андрей Тихонов покинул должность. 30 мая 2013 года было объявлено о расформировании клуба из-за финансовых проблем. В Щёлково осталась команда «Спарта-2», которая выступила в первенствах группы «Б» зоны «Московская область» III дивизиона в сезонах 2013 и 2014 (в 2014 году представляла Щёлковский район). В 2015 году «Спарта-2» переименована в «Спартак», с 2016 — ФК «Щёлково».
Генеральным споснсором клуба являлся «Мастер-банк».

## Достижения
- Обладатель Кубка России среди любительских команд: 2012[10][11]
- Серебряный призер чемпионата России среди команд III дивизиона, зона Московская область «А»: 2012